# Guillaume Hubert
Guillaume Hubert (Charleroi, 11 januari 1994) is een Belgische voetballer die als doelman speelt. Hij staat sinds de zomer van 2020 onder contract bij de Belgische eersteklasser KV Oostende.

## Clubcarrière

### Jeugd
Guillaume Hubert voetbalde in de jeugd voor onder meer RAEC Mons en Sporting Charleroi. In 2007 stapte hij over naar de jeugdacademie van Standard Luik. Na twee jaar verhuisde de doelman naar het Franse Valenciennes. Drie jaar later keerde hij terug naar Luik.

### Standard Luik
Na de transfer van doelman Sinan Bolat naar FC Porto in de zomer van 2013 werd Hubert door trainer Guy Luzon aan de A-kern toegevoegd. In het seizoen 2014/15 werd hij tijdens de winterstop verhuurd aan tweedeklasser Sint-Truidense VV, maar reeds na enkele weken, nog voor het begin van de terugronde, besloot hij omwille van een blessure terug te keren naar Standard.
Op 23 september 2015 maakte hij zijn officieel debuut voor Standard. Hij mocht toen van trainer Yannick Ferrera in de basis starten in de bekerwedstrijd tegen tweedeklasser KVV Coxyde. In oktober 2015 zakte Standard in de competitie naar de laatste plaats en viel doelman Yohann Thuram uit de gratie van de supporters. Daardoor maakte Hubert op 25 oktober 2015 zijn competitiedebuut voor de Rouches. Na de huur van Victor Valdes in januari 2016 werd Hubert weer verwezen naar de bank. Op 20 februari mocht Hubert nog eens meespelen in de Waalse Derby nadat Valdes niet bekwaam was om te spelen. Hubert speelde goed en deed een paar cruciale saves tegen Sporting Charleroi. Na het vertrek van Valdes plukte Standard Jean-Francois Gillet weg bij KV Mechelen, waardoor Hubert opnieuw op de bank verdween.

### Club Brugge
Op 16 juni 2017 tekende hij een vierjarig contract bij Club Brugge. Bij Club wist Hubert echter nooit te overtuigen, in het seizoen 2019/20 werd hij uitgeleend aan stadsgenoot Cercle Brugge waar hij het grootste deel van het seizoen fungeerde als tweede doelman.

### KV Oostende
Na zijn uitleenbeurt trok Hubert de deur van Club Brugge in de zomer van 2020 volledig achter zich dicht en tekende hij een contract bij KV Oostende. Hubert wist coach Alexander Blessin te overtuigen en zo de voorkeur te krijgen op Fabrice Ondoa voor de plek van eerste doelman.

## Clubstatistieken
| Seizoen | Club            | Land            | Competitie         | Competitie | Competitie | Beker | Beker | Supercup | Supercup | Europees | Europees | Totaal | Totaal |
| Seizoen | Club            | Land            | Competitie         | Wed.       | Dlp.       | Wed.  | Dlp.  | Wed.     | Dlp.     | Wed.     | Dlp.     | Wed.   | Dlp.   |
| ------- | --------------- | --------------- | ------------------ | ---------- | ---------- | ----- | ----- | -------- | -------- | -------- | -------- | ------ | ------ |
| 2013/14 | Standard Luik   | Vlag van België | Jupiler Pro League | 0          | 0          | 0     | 0     | —        | —        | 0        | 0        | 0      | 0      |
| 2014/15 | Standard Luik   | Vlag van België | Jupiler Pro League | 0          | 0          | 0     | 0     | —        | —        | 0        | 0        | 0      | 0      |
| 2014/15 | → Sint-Truiden  | Vlag van België | Proximus League    | 0          | 0          | 0     | 0     | —        | —        | —        | —        | 0      | 0      |
| 2014/15 | Standard Luik   | Vlag van België | Jupiler Pro League | 0          | 0          | 0     | 0     | —        | —        | 0        | 0        | 0      | 0      |
| 2015/16 | Standard Luik   | Vlag van België | Jupiler Pro League | 18         | 0          | 4     | 0     | —        | —        | 0        | 0        | 22     | 0      |
| 2016/17 | Standard Luik   | Vlag van België | Jupiler Pro League | 10         | 0          | 0     | 0     | 0        | 0        | 3        | 0        | 13     | 0      |
| 2017/18 | Club Brugge     | Vlag van België | Jupiler Pro League | 4          | 0          | 2     | 0     | —        | —        | 0        | 0        | 6      | 0      |
| 2018/19 | Club Brugge     | Vlag van België | Jupiler Pro League | 0          | 0          | 0     | 0     | 0        | 0        | 0        | 0        | 0      | 0      |
| 2019/20 | → Cercle Brugge | Vlag van België | Jupiler Pro League | 8          | 0          | 0     | 0     | —        | —        | —        | —        | 8      | 0      |
| 2020/21 | KV Oostende     | Vlag van België | Jupiler Pro League | 37         | 0          | 0     | 0     | —        | —        | —        | —        | 37     | 0      |
| 2021/22 | KV Oostende     | Vlag van België | Jupiler Pro League | 26         | 0          | 0     | 0     | —        | —        | —        | —        | 26     | 0      |
| 2022/23 | KV Oostende     | Vlag van België | Jupiler Pro League | 13         | 0          | 0     | 0     | —        | —        | —        | —        | 13     | 0      |
| TOTAAL  | TOTAAL          | TOTAAL          | TOTAAL             | 126        | 0          | 6     | 0     | 0        | 0        | 3        | 0        | 131    | 0      |

## Erelijst
| Competitie           |               |               |               |               |
| Competitie           | Aantal        | Jaren         |               |               |
| Standard Luik        | Standard Luik | Standard Luik | Standard Luik | Standard Luik |
| -------------------- | ------------- | ------------- | ------------- | ------------- |
| Beker van België     | 1x            | 2016          |               |               |
| Club Brugge          |               |               |               |               |
| Landskampioen België | 1x            | 2017/18       |               |               |
| Belgische Supercup   | 1x            | 2018          |               |               |